# 여성주의당 (핀란드)
여성주의당(핀란드어: Feministinen puolue 페미니스티넨 푸올루에[*], 스웨덴어: Feministiska partiet)은 핀란드의 여성주의 정당이다. 2016년 6월 창당하여 2017년 1월 등록되었다. 
2017년 핀란드 지방선거에 40명이 출마하여 헬싱키 시참사회에 1석을 얻었다. 

## 같이 보기
- 여성주의구상 (스웨덴)